# Scorpaena petricola
Scorpaena petricola behoort tot het geslacht Scorpaena van de familie van schorpioenvissen. Deze soort komt voor in het zuidwesten van de Atlantische Oceaan in de buurt van Brazilië. De soort leeft op diepten tot 73 meter diep.